# Tsu shin gen
Tsu Shin Gen är en kampstil utvecklad av sōke David Cook ur Ashihara karate. Stilen har tekniker för såväl stående strid som markkamp.

## Stilens särdrag
Största skillnaden från konventionell karate är att markkampsmoment med lås har lagts till systemet. Ambitionen inom Tsu Shin Gen-organisationen är att stilen ska fortsätta att utvecklas, för att den ska förbli effektiv och att samtidigt den disciplin och respekt som finns inom traditionell budō ska kunna behålla. Utövarna använder konventionell dräkt, gi, och graderar för färgbälten.

### Träning
Träningen är utformad för att få utövaren att reagera instinktivt och effektivt i en kamp- eller självförsvarssituation. Därför används mycket sparring- och kumiteövningar som regelbundna träningsmoment. Systemets övningar utförs parvis med uke för att ge realistisk träning. Ofta är de utformade som försvar som övergår till attacker, som påminner om kata med integrerad bunkai. Det finns dels fightingövningar som till största delen utförs stående men även innehåller en del nedtagningar och lås, dels grapplingövningar som bara innehåller markkamp med nedtagningar, svep, låsningar och frigörningar.

## Tävling
Allround Fighting Competition har utvecklats av Tsu Shin Gen-utövare och är anpassad till dess träning. Reglerna tillåter slag, sparkar, knän och nedtagningar med strypningar och lås. Det finns också utövare som tävlar i burfighter.
Det finns även tävling i par-baserat rörelsemönster kallat "Fighting Drill". En utövare med hjälp av en partner visar upp en av systemets fightingövningar. Detta liknar tävling i Kata inom traditionell budo.

## Klubbar
Tsu Shin Gen har klubbar i Sverige, Rumänien,United Kingdom, Poland, Sri Lanka, Chile, Indien och Ryssland. Svenska klubbar finns i Sigtuna, Kinna och Norrköping.